# Kandieren

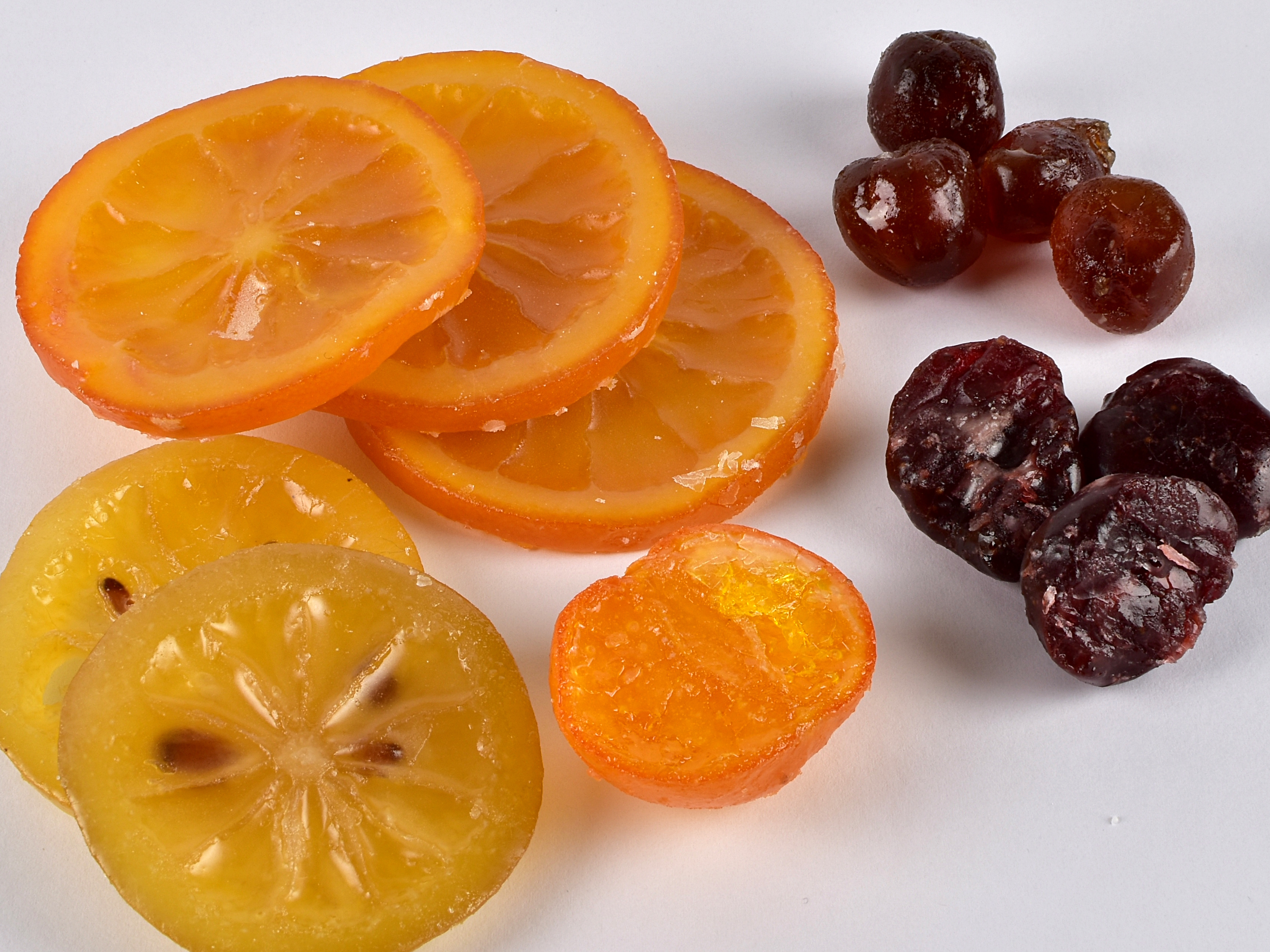
Kandierte Früchte: Orange, Kirsche, Erdbeere, Mandarine, Zitrone

Kandieren (auch Konfieren) ist eine Konservierungsmethode für frische, essbare Pflanzenteile (meist Früchte und Obst), bei denen der Zuckergehalt der Früchte auf mindestens 70 Prozent erhöht und der Wassergehalt reduziert wird.
Durch Übergießen mit einer aufgekochten lauwarmen Zuckerlösung von zunächst 500 Gramm pro Liter Wasser wird die Frucht stark gesüßt und das Wasser durch osmotische Prozesse entzogen. Nach einem Tag wird die Lösung mit zusätzlichem Zucker erneut aufgekocht und lauwarm über die abgetropften Früchte gegossen. Dies wiederholt man mehrere Male, damit sich eine Zuckerkruste bildet. Anschließend lässt man die Früchte gut trocknen und lagert die mit einer Zuckerschicht überzogenen kandierten Früchte.
Zur Erleichterung des Wasserentzugs werden die Früchte mit einer Nadel mehrfach eingestochen oder in Scheiben geschnitten. 
Zum Kandieren eignen sich Kirschen, Ananas, Pflaumen, Erdbeeren, Mandarinen, Kumquats, Scheiben von Zitronen, Orangen und Kiwis, Chilischoten, die Schale der Cedrat und Pomelo, Stücke von Melonen, Birnen, Kürbis, Papaya, Kokosnussscheibchen, aber auch Lotossaat oder -wurzeln, Ingwer, Angelika (Engelwurz) oder Veilchen und einige Blütenarten. 
Die bekanntesten kandierten Produkte sind Zitronat und Orangeat (österr. Aranzini) sowie Cocktailkirschen.
In der Gegenwart wird das Kandieren oft als farbliche oder geschmackliche Verbesserung für Nahrungsmittel benutzt, ohne einen Konservierungseffekt erreichen zu wollen. Dies trifft beispielsweise auf kandierte Früchte zu, wie sie auf (Weihnachts-)Märkten zu erhalten sind.

## Ähnliche Verfahren
- Konfitfrüchte werden ähnlich verwendet wie kandierte Früchte, werden jedoch anders hergestellt und in der Zuckerlösung gelagert.